# Prémios Sophia de 2021
A 10.ª Edição dos Prémios Sophia teve lugar a 19 de setembro de 2021, no Salão Preto e Prata do Casino Estoril, em Lisboa. Os nomeados foram revelados no dia 18 de maio de 2021. A cerimónia foi apresentada por Margarida Vila-Nova e Pedro Miguel Ribeiro e transmitida em direto na RTP2.

## Vencedores e nomeados
Os vencedores estão assinalados a negrito.
| Melhor Filme | Melhor Realização |
| --- | --- |
| Listen Mosquito O Ano da Morte de Ricardo Reis Ordem Moral | Ana Rocha de Sousa, em Listen Basil Da Cunha, em O Fim do Mundo João Botelho, em O Ano da Morte de Ricardo Reis João Nuno Pinto, em Mosquito |
| Melhor Documentário em Longa-Metragem | Melhor Série/Telefilme |
| Alis Ubbo Paulo Abreu (real.) Rodrigo Areias (prod.) Bando à Parte Amor Fati Cláudia Varejão (real.) João Matos (prod.) Terratreme Viveiro Pedro Filipe Marques (real.) Luís Urbano e Sandro Aguilar (prod.) O Som e a Fúria Zé Pedro Rock’n’Roll Diogo Varela Silva (real. e prod.) Hot Chilli Films                                                            | A Espia Pandora da Cunha Telles (autoria) Jorge Paixão da Costa (real.) Pablo Iraola e Pandora da Cunha Telles (prod.) Ukbar Filmes Crónica dos Bons Malandros Jorge Paixão da Costa, Mário Botequilha e Mário Zambujal (autoria) Jorge Paixão da Costa (real.) Pablo Iraola e Pandora da Cunha Telles (prod.) Ukbar Filmes Esperança Pedro Varela (autoria) Pedro Varela (real.) César Mourão, Pedro Varela (prod.) Blanche Filmes / Aquele Abraço Terra Nova Artur Ribeiro e Nuno Duarte (autoria) Joaquim Leitão (real.) Ana Costa (prod.) Cinemate |
| Melhor Argumento Original | Melhor Argumento Adaptado |
| Ana Rocha de Sousa, Aaron Brookner e Paula Vaccaro, em Listen Basil Da Cunha, Martin Drouot, Saadi, em O Fim do Mundo Carlos Saboga, em Ordem Moral Fernanda Polacow, Gonçalo Waddington, em Mosquito | N/A |
| Melhor Actriz Principal | Melhor Actor Principal |
| Isabél Zuaa, em Um Animal Amarelo Lúcia Moniz, em Listen Maria de Medeiros, em Ordem Moral Victória Guerra, em O Ano da Morte de Ricardo Reis | António Durães, em Surdina João Nunes Monteiro, em Mosquito Michael Spencer, em O Fim do Mundo Ruben Garcia, em Listen |
| Melhor Actriz Secundária | Melhor Actor Secundário |
| Ana Bustorff, em Surdina Catarina Wallenstein, em Um Animal Amarelo Maisie Sly, em Listen Teresa Sobral, em Patrick | Adriano Carvalho, em Patrick Albano Jerónimo, em Ordem Moral Alexandre Da Costa Fonseca, em O Fim do Mundo Filipe Duarte, em Mosquito |
| Melhor Direcção de Fotografia | Melhor Montagem |
| Adolpho Veloso, em Mosquito Basil Da Cunha e Rui Xavier, em O Fim do Mundo João Ribeiro, em O Ano da Morte de Ricardo Reis Mário Barroso, em Ordem Moral | Basil Da Cunha, Inês Garcia Marques, Irina Lobo Fortuna, Jean Reusser, Kostas Makrinos, em O Fim do Mundo Cláudia Varejão e João Braz, em Amor Fati Gustavo Giani, em Mosquito Tomás Baltazar, em Listen |
| Melhor Som | Melhor Banda Sonora Original |
| António Porém Pires, João Gazua e Olivier Blanc, em Patrick Francisco Veloso, Gita Cerveira, Philippe Grivel e Tiago Raposinho, em Mosquito Pedro Góis e Pedro Marinho, em Listen Pedro Góis e Ricardo Leal, em Ordem Moral | Bruno Pernadas, em Patrick Justin Melland, em Mosquito Mário Laginha, em Ordem Moral Tó Trips, em Surdina |
| Melhor Canção Original | Melhor Direcção de Arte |
| N/A | Cláudia Lopes Costa, em O Ano da Morte de Ricardo Reis Nádia Henriques, em Patrick Nuno Gabriel Mello "TIGRE DE FOGO", em Mosquito Paula Szabo, em Ordem Moral |
| Melhor Caracterização/Efeitos Especiais | Melhor Guarda-Roupa |
| Dave Bonneywell e Rita Anjos, em Ordem Moral João Rapaz, ANIBRAIN e Paulo Leite, em Inner Ghosts Mário Gaspar, Nuno Esteves "Blue" e Pedro Vercesi, em Mosquito Pedro Vicente e Rita de Castro, em O Ano da Morte de Ricardo Reis | Lola Sousa, em O Nosso Cônsul em Havana Lucha D'Orey, em Mosquito Nádia Henriques, em O Fim do Mundo Silvia Grabowski, em O Ano da Morte de Ricardo Reis |
| Melhor Maquilhagem e Cabelos | Melhor Curta-Metragem de Ficção |
| Ana Lorena e Natália Bogalho, em Ordem Moral Bárbara Brandão, em O Nosso Cônsul em Havana Nuno Esteves "Blue", em Mosquito Danila Hatzakis e Rita de Castro , em O Ano da Morte de Ricardo Reis | Adeus Senhor António, de Júlia Buisel A Margem, de Rodrigo Tavares Moço, de Bernardo Lopes NHA MILA, de Denise Fernandes |
| Melhor Curta-Metragem de Documentário | Melhor Curta-Metragem de Animação |
| A Vida Dura Muito Pouco, de Dinis Leal Machado Meine Liebe, de Clara Jost Mulher Como Árvore, de Alejandro Vázquez, Carmen Tortosa, Daniela Cajías, Flávio Ferreira e Helder Faria O Que Não Se Vê, de Paulo Abreu | Elo, de Alexandra Ramires Estou?, de Pedro Martins Mesa, de João Fazenda Suspensão, de Luís Soares |
| Sophia Estudante | |
| Alvorada, de Carolina Neves - Escola das Artes - Universidade Católica Portuguesa Mãos de Prata, de Catarina Gonçalves - Escola das Artes - Universidade Católica Portuguesa No Fim do Mundo, de Abraham Escobedo-Salas - Universidade Lusófona de Humanidades e Tecnologias Nós os Lentos, de Jeanne Waltz - Universidade Lusófona de Humanidades e Tecnologias | |

Prémio Sophia de Carreira – Maria do Céu Guerra e Sinde Filipe.